# Prowler in the Yard
Prowler in the Yard es el segundo álbum de estudio de la banda estadounidense de metal Pig Destroyer . Fue lanzado el 24 de julio de 2001 en Relapse Records . El álbum sigue una historia oscura y retorcida de amor, obsesión y sangre. El folleto también presenta una página adicional de prosa sobre el protagonista y "Jennifer". El álbum fue grabado en un 8 pistas en el sótano del baterista Brian Harvey. En marzo de 2009, Terrorizer nombró al álbum como el tercer mejor lanzamiento de grindcore estadounidense de todos los tiempos.
Bobby Steele de Misfits and The Undead aparece como la persona en la portada.

## Reedición remezclada de 2015
En julio de 2015, Relapse Records anunció que volvería a publicar Prowler in the Yard con audio remezclado y remasterizado, una variedad de formatos de 2CD y vinilo, y contenido exclusivo que incluye fotos, notas y una pista inédita.
El remix de 2015 omite "Evacuating Heaven". Scott Hull explica en las notas del transatlántico que faltaba una pista vocal completa de los archivos durante el proceso de remezcla, en lugar de volver a grabar las voces, la banda decidió omitir la canción por completo. Además, el "poslogo" de Jennifer que estaba al final de Piss Angel recibió su propia identificación de pista, separándola de la canción anterior.

## Listado de pistas
| 1.  | "Jennifer"                 | 1:21 |
| 2.  | "Cheerleader Corpses"      | 0:35 |
| 3.  | "Scatology Homework"       | 0:49 |
| 4.  | "Trojan Whore"             | 1:35 |
| 5.  | "Ghost of a Bullet"        | 0:20 |
| 6.  | "Heart and Crossbones"     | 0:48 |
| 7.  | "Strangled with a Halo"    | 1:25 |
| 8.  | "Intimate Slavery"         | 1:05 |
| 9.  | "Mapplethorpe Grey"        | 1:21 |
| 10. | "Evacuating Heaven"        | 0:16 |
| 11. | "Tickets to the Car Crash" | 0:39 |
| 12. | "Naked Trees"              | 1:46 |
| 13. | "Sheet Metal Girl"         | 1:09 |
| 14. | "Preacher Crawling"        | 1:29 |
| 15. | "Pornographic Memory"      | 0:57 |
| 16. | "Murder Blossom"           | 0:18 |
| 17. | "Body Scout"               | 1:01 |
| 18. | "Snuff Film at Eleven"     | 1:10 |
| 19. | "Hyperviolet"              | 3:28 |
| 20. | "Starbelly"                | 5:03 |
| 21. | "Junkyard God"             | 1:59 |
| 22. | "Piss Angel"               | 7:57 |

Total: 36:31

## Personal

### Miembros
- Brian Harvey - batería
- JR Hayes – voz
- Scott Hull - guitarras

### Producción
- Paul Booth - arte de la portada
- Matthew F. Jacobson - producción ejecutiva
- Scott Kinkade – fotografía
- Jonathan Canady – diseño